# Grub (Thuringe)
Pour les articles homonymes, voir Grub.
Grub est une commune allemande de l'arrondissement de Hildburghausen, Land de Thuringe.

## Géographie
Grub se situe au pied du Schneeberg.
|           | Suhl   |            |
| Oberstadt | Grub   | Eichenberg |
|           | Themar |            |

## Histoire
Grub est mentionné pour la première fois en 1130.

## Source, notes et références
- (de) Cet article est partiellement ou en totalité issu de l’article de Wikipédia en allemand intitulé « Grub (Thüringen) » (voir la liste des auteurs).